# Travis Hirschi
Travis Hirschi (Rockville, Utah, Estats Units d'Amèrica, 15 d'abril de 1935) va ser un sociòleg i criminòleg estatunidenc.
Doctorat en Sociologia per la Universitat de Califòrnia, Berkeley ha treballat en diverses universitats, establint-se el 1981 a la Universitat d'Arizona on va exercir com a professor emèrit.

## La teoria dels quatre enllaços (1969)
Hirschi parteix de la idea que la pregunta inicial amb relació a la delinqüència no és per què una persona comet un delicte, sinó per què una persona no es converteix en un criminal. La idoneïtat depèn del grau de participació, d'acord amb Hirschi, de l'individu en la societat. En aquest sentit destaca quatre àrees d'importància:
- Afecció a les persones: els vincles que una persona té als seus cuidadors
- Compromís amb els objectius convencionals: un pla de vida, els objectius convencionals d'aquest tipus (que té alguna cosa a perdre)
- Participació en activitats convencionals: inclusions temps professional i lliure en activitats convencionals no deixen temps ni oportunitat perquè la conducta desviada.
- Acceptació de les regles socials: l'acceptació del sistema de valors convencionals.[2]

## Teoria general del delicte
Juntament amb Michael Gottfredson, Hirschi desenvolupa l'any 1990 una teoria general de la delinqüència basada en la idea del baix autocontrol emocional. Les persones amb baix autocontrol solen tenir un tarannà impulsiu, cruel i enprenedor de risc i les seves accions solen estar orientades a la satisfacció immediata. Aquestes persones tendeixen a estils de vida de risc, com fumar en excés, abús d'alcohol de drogues, joc patològic, promiscuïtat sexual i actes delictius. Aquestes propietats són trets estables de la personalitat.

## Refutació de les dues teories
La teoria dels quatre enllaços ha estat àmpliament estudiada i replicada en criminologia, sent causa de controvesia durant força temps, tot i que la literatura científica sembla que l'avala en l'actualitat. Per contra, la Teoria General del Delicte sembla que té més detractors en l'àmbit científic, ja que s'ha demostrat que no és capaç d'explicar un gran nombre de delictes com els delictes econòmics.